# Кырвемаа (природно-географический район)

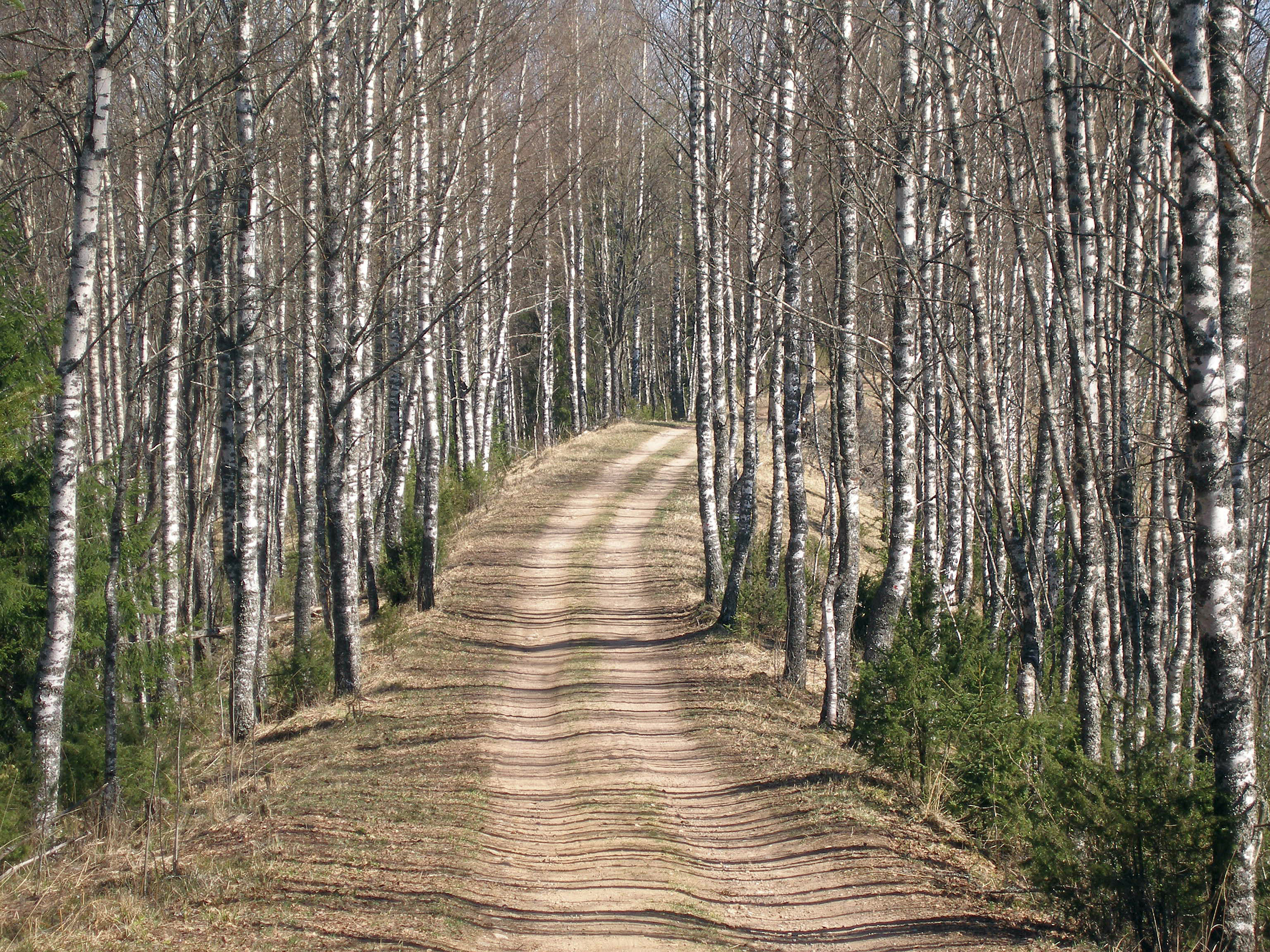
Лесная дорога на севере Кырвемаа

Кы́рвемаа (эст. Kõrvemaa), также равнина Промежуточной Эстонии (эст. Vahe-Eesti madalik) — природно-географический район в Эстонии.

## География
Природно-географический район (ландшафтная зона) Кырвемаа простирается с севера на юго-запад Эстонии. Это северная часть полосы ландшафтов, в геоботаническом плане известной как Промежуточная Эстония. Последняя на снимках из космоса чётко выделяется в виде лесистой полосы.
Охватывает низкую область между возвышенностью Пандивере, Харьюским плато, Средне-Эстонским плато. Граничит с Северо-Эстонской прибрежной низменностью на севере и c природно-географическим районом болот Соомаа на юго-западе.
Площадь района составляет 3 130 км2, протяжённость около 110 км, ширина до 40 км.
В Кырвемаа расположены заповедник Пыхья-Кырвемаа и природный парк Кырвемаа, а также часть национального парка Лахемаа.
- Кырвемаа на карте Эстонии

## Природа
Рельеф Кырвемаа разнообразен: здесь встречаются сформированные континентальными ледниками озы, зандры и пр. В центральной и северо-восточной части района (треугольник Лелле—Вийтна—Пайде) их дополняют камы. Самые крупные из них: кам Мягеде (высота горы Валгехобусе — 106 м), камы Таганурга (102 м), Пярнамяэ (104 м), Вийтна (98 м) и Уку (100 м). В юго-западной части района на границе с Харьюским плато расположен кам Палукюла (106 м). На юге, на болотистых равнинах, возвышаются малые друмлины. Самая высокая точка Кырвемаа — 111 метров — находится на протянувшемся на 8 километров озе Охепалу—Вийтна.
В районе насчитывается около 120 озёр и несколько водохранилищ, из них самые крупные — водохранилище Паункюла и водохранилище Соодла. Озёра Кырвемаа небольшие и расположены в озовых зонах, на камовых полях или как остаточные озёра в болотах. Северную часть Кырвемаа орошают реки Лообу, Валгейыги, Ягала, Соодла и Пирита. Воды последних трёх рек направляются в систему водоснабжения Таллина.
Лес охватывает 73 % территории Кырвемаа, где более-менее одинаковую площадь (26–28 %) занимают хвойные и смешанные леса.
Заселённость района сравнительно низкая. Заболоченность высокая — 37,7 %.

## Происхождение топонима
Название Кырвемаа произошло от эстонского слова «кырб» (эст. kõrb — «пустыня, степь»), в старину означавшего лесистую незаселенную территорию. Названий местности, содержащих слово «кырве» (родительный падеж слова «кырб»), в Эстонии насчитывается несколько сотен (деревни Кырве, Кырветагузе, Кырвеметса, Кырвенурга, улица Кырве, посёлок Кырвекюла, озеро Кырвекюла и др.)